# 銀樓
銀樓為一種珠寶店，常見於華人文化區的通俗稱呼，銀樓不同於百貨公司專櫃的品牌珠寶專櫃（如：卡地亞、蒂芬妮）而是單獨開設於社區的個人經營型態，販售的珠寶為自製或是家庭工廠、中小型工廠。

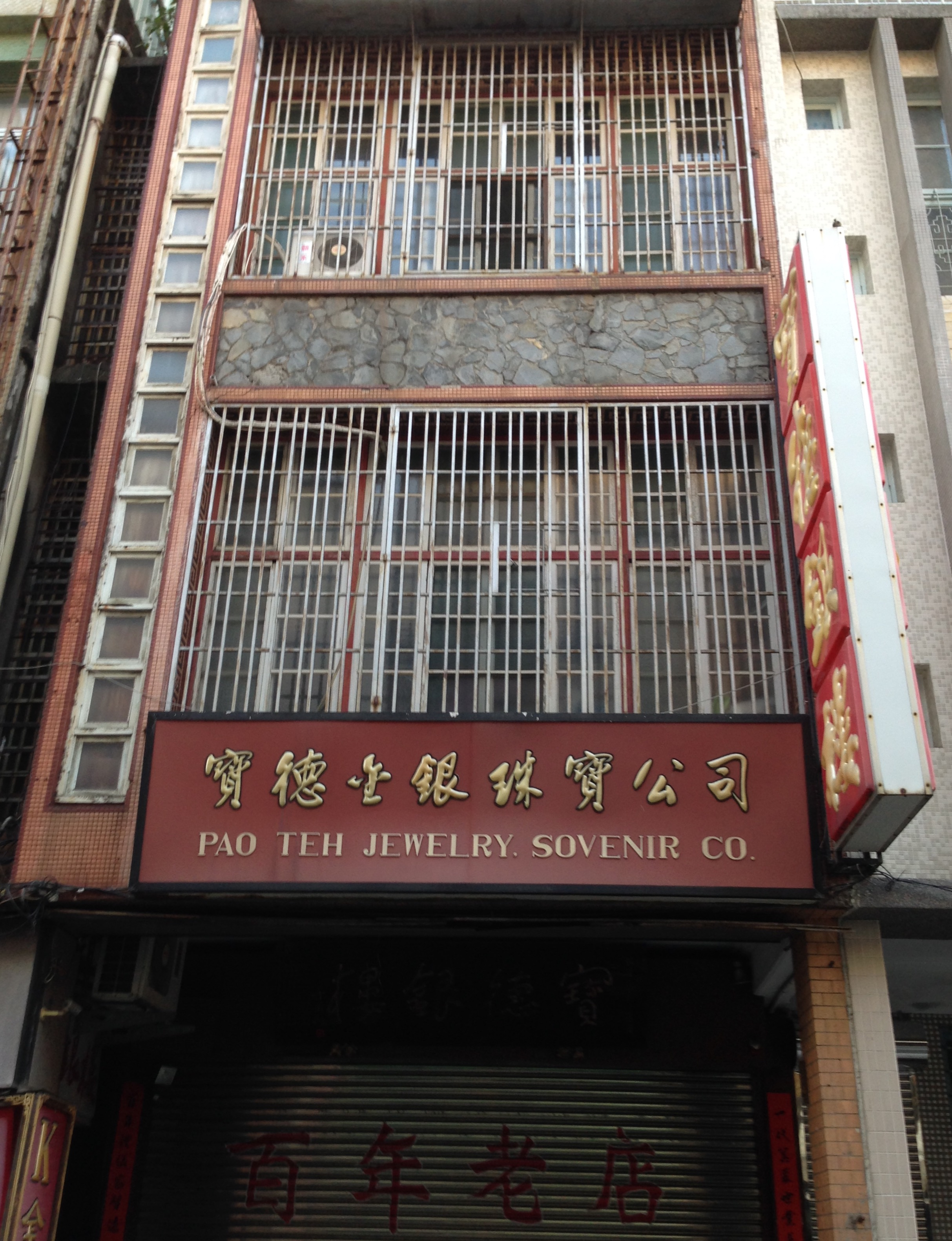
屏東市寶德銀樓

有些銀樓還經營額外的業務型態，例如珠寶抵押借款（類似當舖）和地下匯兌（台灣認可部分銀樓的匯兌業務），有些國家的資金跨國匯兌審查並不十分方便，或是客戶有特殊理由不能透過一般金融機構匯款，可以付出手續費在銀樓存入金錢再於當地國持收條在該銀樓的關係銀樓或分號提出等額該國貨幣，這種生意能夠運作在於銀樓給人的印象為資金流量相對雄厚，並且有可見的生意店舖，可以提供信任感讓人進行地下匯兌。

## 名稱由來
- 中國自古以來採用銀本位的貨幣制度，銀樓作為生產奢侈製品的店家，通常建立於繁華鬧市。其築高店鋪樓房可兼顧透過氣派的門面吸引、招攬客源，同時坐擁樓上空間作為加工製造場地而不佔店面空間。然繁華街市鋪面昂貴，建樓成為最佳選擇。有樓的商舖同時製售金銀製品故而稱之為「銀樓」。

- 相傳呂洞賓以銀製花被譽為「花仙」，多地銀匠因而奉呂為祖師。呂為避李鐵拐干擾，將煉銀地點搬遷至樓閣上，從而銀器行被稱為「銀樓」。[1]

## 基本特徵
- 民營資本：銀樓的資方通常非皇家或官方，為民間獨資或合資成立。
- 工商兼顧：銀樓通常是前店後廠，即工貿結合，同時兼備製造場所與銷售店面。
- 收售並舉：銀樓不僅製售金銀製品，同時回收老舊金銀製品和原料，甚至兌換金銀製品。具備部分金融功能。
- 規模經營：一個銀樓通常聘僱多名從業人員以承擔不同職能，為滿足擴大業務規模的經營需求。
- 行業管理：銀樓間通常有相應的幫口、行會或同業公會等行業組織來規範其經營行為。

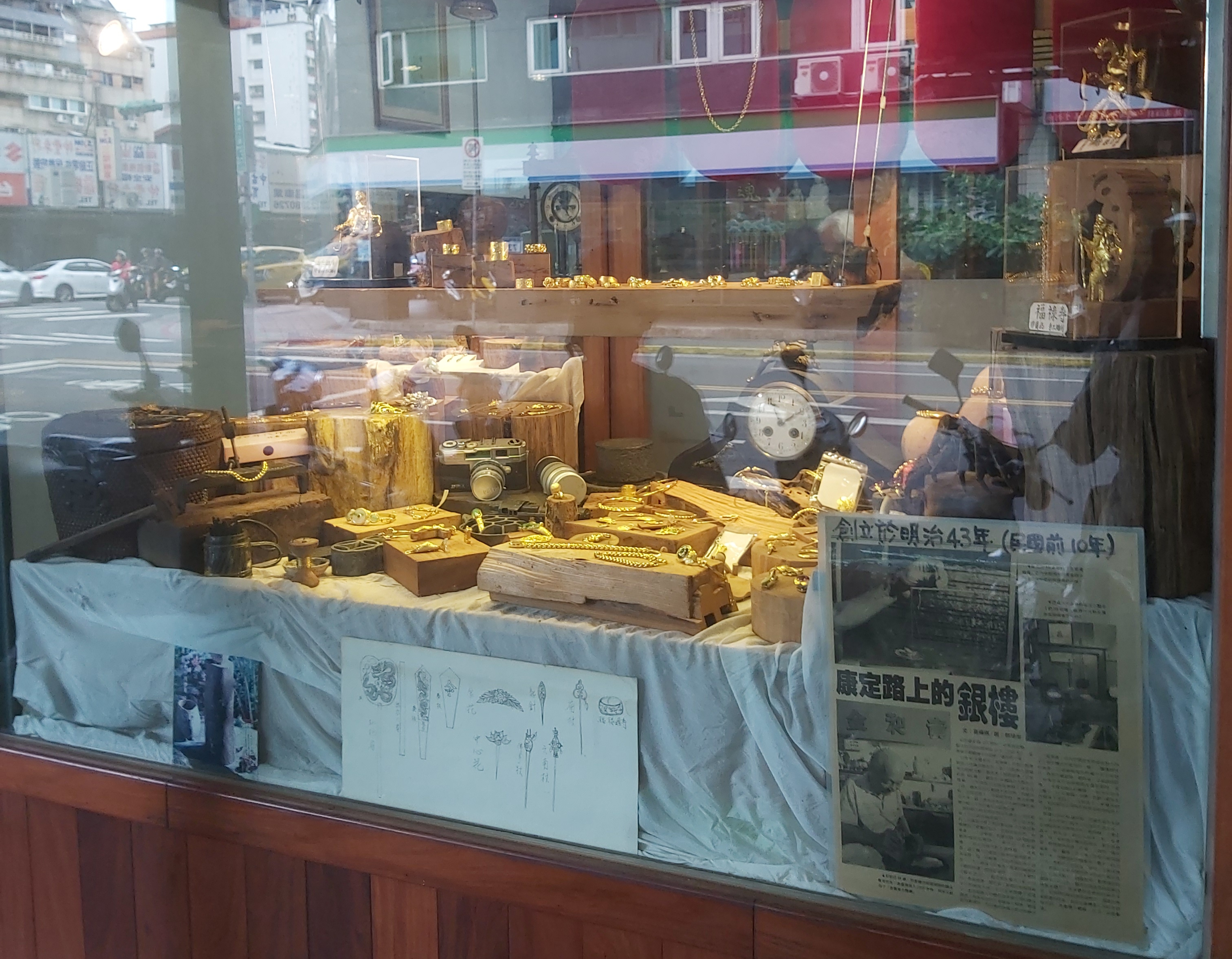
臺灣傳統銀樓櫥窗
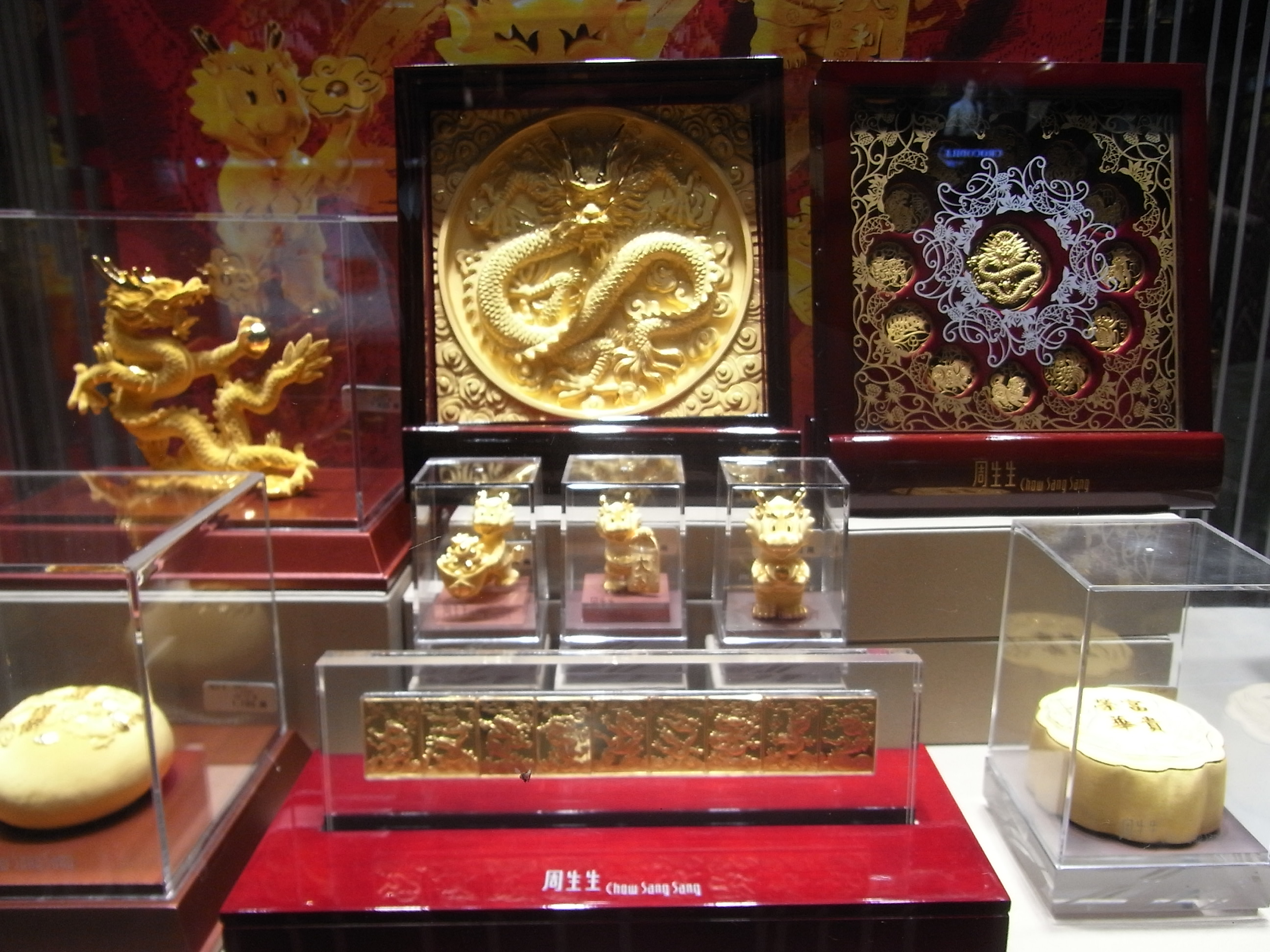
金飾精工
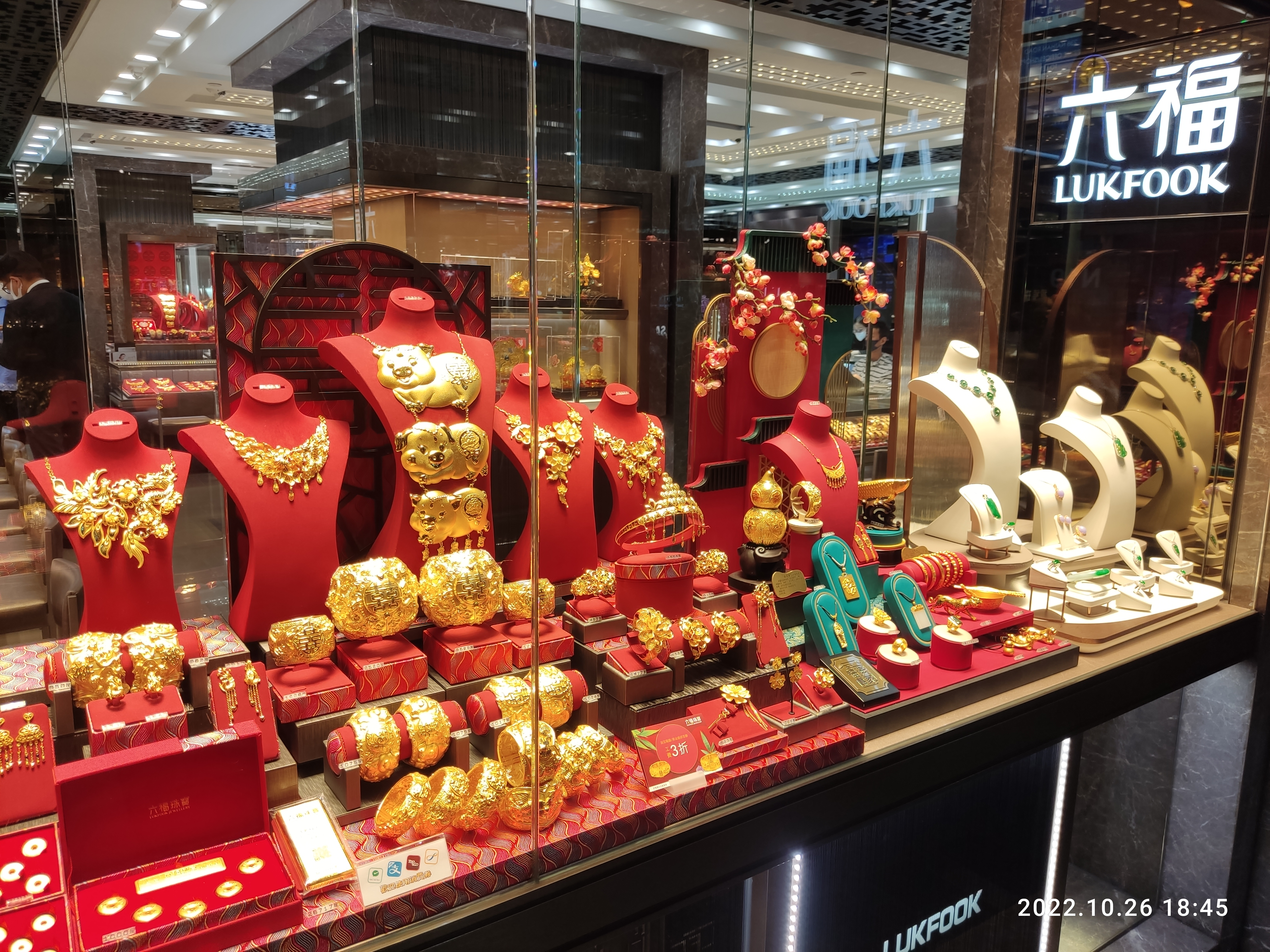
香港的珠寶銀樓
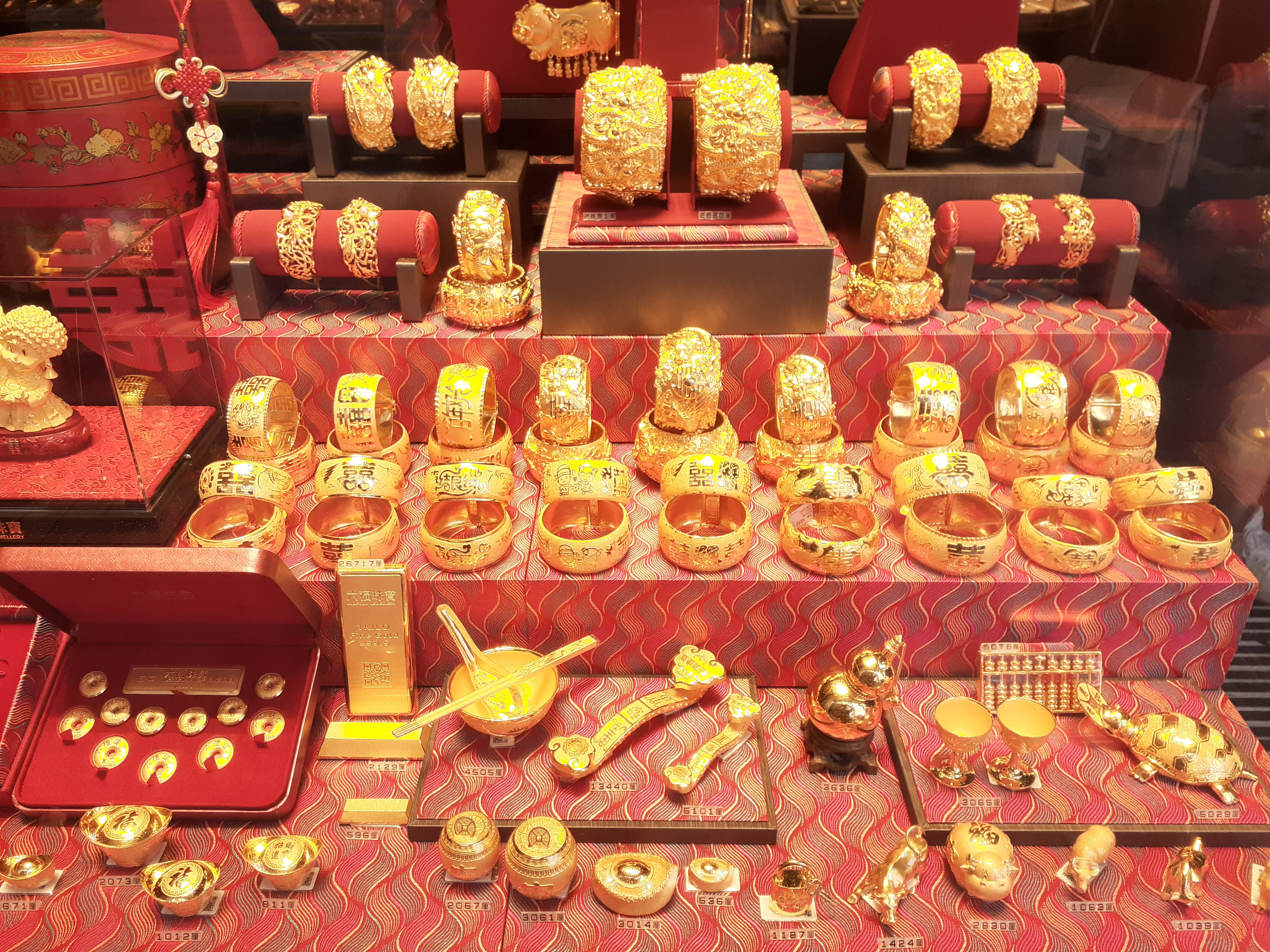
香港的珠寶銀樓